# Mark Braunias
Mark Colin Braunias (* 20. August 1955; † 17. Dezember 2024) war ein neuseeländischer Künstler, der vor allem als Maler, Glasbläser und Quilthersteller bekannt wurde. 
Er gewann den Parkin Drawing Prize (2021) sowie zwei Wallace Art Awards, und seine Werke befinden sich in wichtigen nationalen Kunstsammlungen, darunter im Te Papa Museum, der Christchurch Art Gallery, der Dunedin Public Art Gallery und der Sarjeant Art Gallery. Braunias lebte und arbeitete in der kleinen Küstenstadt Kawhia an der Westküste der neuseeländischen Nordinsel und in der Stadt Hamilton. Sein jüngerer Bruder ist der Schriftsteller Steve Braunias.

## Leben und künstlerische Entwicklung
Braunias wurde am 20. August 1955 in Tauranga als einer von vier Söhnen des in Österreich geborenen Anstreichers und Landschaftsmalers Johann Braunias geboren. Er besuchte das Mount Maunganui College und arbeitete später in den Büros der Waterfront Industry Commission im Hafen von Mount Maunganui. Nach ausgedehnten Auslandsreisen kehrte er nach Neuseeland zurück, um die Ilam School of Art in Christchurch zu besuchen. 1988, im Jahr seiner ersten Einzelausstellung, schloss er sein Studium an der Ilam School of Fine Arts, University of Canterbury, mit einem BFA ab.
Als Kind wurde Braunias von Künstlern des Magazins Mad inspiriert, insbesondere vom legendären Will Elder, aber auch von der Landschafts- und Schildermalerei seines Vaters.
Zwischen 1993 und 2013 unterrichtete Braunias auch als Kunstdozent an der Unitec in Auckland. 2014 erhielt er ein Fulbright/Wallace-Stipendium für eine Residenz im Headlands Center for the Arts, San Francisco.
Braunias und drei seiner Brüder litten an Vorhofflimmern. Sein hoher Blutdruck in Kombination mit blutverdünnenden Mitteln, die er für seinen Zustand benötigte, führte schließlich zu einer Hirnblutung, der er am 17. Dezember 2024 im Alter von 69 Jahren in Hamilton erlag, nachdem er noch von einem Hubschrauber aus Kawhia ins Waikato Hospital gebracht wurde.
Kollegen erinnern ihn als warmherzigen Menschen und Künstler, der sich seine kindliche Neugier erhielt und sie für sein Werk genutzt hat.

## Künstlerisches Schaffen
Braunias lebte und arbeitete während beinahe drei Jahrzehnte vor allem in einem ehemaligen Gebäude der Bank of New Zealand in Kawhia, das er 1996 erworben hatte. Er nutzte den alten Schalterraum als Studio, den begehbaren Banktresor und die anliegenden Räume als Lagerraum für Leinwände.
Braunias war ein produktiver Künstler, der seine häufig semi-abstrakten Bilder über mehr als drei Jahrzehnte regelmäßig ausstellte, und dessen Werke in der neuseeländischen Kunstszene, aber auch in Australien und den USA gesammelt und kommentiert wurden. 
So stellte Braunias 13 Mal in der Peter McLeavey Gallery und zehn Mal in der Jonathan Smart Gallery aus. Seine Werke wurden auch in der Anna Miles Gallery, der Dunedin School of Art, der Bath Street Gallery, Brett McDowell Gallery, Ilam Campus Gallery, Gregory Flint Gallery, City Gallery Wellington, Robert McDougall Art Gallery, der Auckland Art Gallery, Dunedin Public Art Gallery, Southland Museum and Art Gallery, Tauranga Art Gallery, der Sarjeant Gallery und der Christchurch Art Gallery gezeigt. Seine letzte Solo-Ausstellung fand im November 2024 in der Ann Packer Gallery in Whanganui statt.
Seine großformatigen Bilder sind oft Wimmelbilder von Menschen, Tieren und organischen Formen, die neben und miteinander agieren und gemeinsam Überblicke über größere soziale und interrelationale Zusammenhänge ermöglichen. Meist sind die vielfarbigen Figuren vor einem hellen monochromen Hintergrund platziert, der die Einzelgestalten zugleich hervorhebt und ein unauffälliges Band zwischen ihnen stiftet. Manche dieser Bilder wirken aus der Entfernung wie Graffiti oder rasch skizzierte Soziogramme; nicht selten sind die gezeichneten Einzelporträts Anspielungen an populäre Bilder wie Comicfiguren und haben humoristische Züge. Andere, zumeist kleinformatigere Bilder von Braunias zeigen auch abstrakte Arrangements oder surreale organische Formen.
Jonathan Smart, Inhaber der Jonathan Smart Gallery in Christchurch, sagte, Braunias habe Bilder gemalt, „die zur Abstraktion tendieren, aber zugleich zutiefst menschlich sind.“

## Auszeichnungen, Stipendien und Residenzaufenthalte
- 1992: Paramount Award, Wallace Art Awards[5]
- 2010: Fulbright-Wallace Arts Trust Award[6]
- 2021: Parkin Drawing Prize
- 2002: Preis der Dunedin Public Art Gallery
- 2005: William Hodges Fellowship, Invercargill
- 2007: Tylee Cottage, Whanganui
- 2011: Fulbright/Wallace-Stipendium für eine Residenz im Headlands Center for the Arts, San Francisco.
- 2019: Dunedin School of Art[7]

## Werke in öffentlichen Sammlungen
Die Werke von Mark Braunias befinden sich in öffentlichen Galerien und privaten Sammlungen, darunter dem Te Papa Tongarewa National Museum of New Zealand, in der Christchurch Art Gallery, der Dunedin Public Art Gallery, der Sarjeant Art Gallery, Tauranga Art Gallery, der Invercargill Art Gallery and Museum, der Ashburton Art Gallery, der University of Auckland University, der University of Canterbury, Massey University, Lincoln University, der Fletcher Trust Collection, der Art House Trust Collection und der State Library of Queensland, Australien.